# Tangshan (stacja kolejowa)
Tangshan (chiński: 唐山站) – stacja kolejowa w Tangshan, w prowincji Hebei, w Chińskiej Republice Ludowej. Znajduje się na linii Pekin – Harbin.